# 15396 Howardmoore
15396 Howardmoore (1997 UG2) là một tiểu hành tinh vành đai chính được phát hiện ngày 24 tháng 10 năm 1997 bởi P. G. Comba ở Prescott.